# Nuoto ai campionati europei di nuoto 2024 - Staffetta 4x200 metri stile libero femminile
La gara della staffetta 4x200 metri stile libero femminile dei campionati europei di nuoto 2024 si è svolta il 17 giugno 2024 presso il Centro Sportivo Milan Gale Muškatirović di Belgrado.

## Podio
| Pos.    | Nazione  | Atleta                                                                             |
| ------- | -------- | ---------------------------------------------------------------------------------- |
| Oro     | Israele  | Anastasia Gorbenko Daria Golovaty Ayla Spitz Lea Polonsky Andrea Murez             |
| Argento | Ungheria | Lilla Ábrahám Ajna Késely Dóra Molnár Nikolett Pádár Zsuzsanna Jakabos Panna Ugrai |
| Bronzo  | Turchia  | Gizem Güvenç Ela Naz Özdemir Ecem Dönmez Zehra Durup Bilgin                        |

## Record
Prima della manifestazione il record del mondo (RM) e il record dei campionati (RC) erano i seguenti.
|  | 7'37"50 | Australia     | 27 luglio 2023 Fukuoka |
|  | 7'45"51 | Gran Bretagna | 30 luglio 2009 Roma    |
|  | 7'50"53 | Italia        | 21 agosto 2014 Berlino |

Durante la competizione non sono stati migliorati record.

## Programma
| Data           | Ora   | Turno    |
| -------------- | ----- | -------- |
| 17 giugno 2024 | 10:33 | Batterie |
| 17 giugno 2024 | 19:26 | Finale   |

## Risultati

### Batterie
| Pos. | Batteria | Corsia | Nazione    | Atleta | Tempo   | Note |
| ---- | -------- | ------ | ---------- | --- | ------- | ---- |
| 1    | 1        | 4      | Ungheria   | Lilla Ábrahám (2'00"79) Zsuzsanna Jakabos (2'01"13) Panna Ugrai (1'59"99) Nikolett Pádár (2'01"91)             | 8'03"82 | Q    |
| 2    | 1        | 1      | Israele    | Daria Golovaty (2'00"48) Lea Polonsky (2'02"50) Andrea Murez (2'01"67) Ayla Spitz (2'00"20)                    | 8'04"85 | Q    |
| 3    | 1        | 2      | Turchia    | Gizem Güvenç (2'00"71) Ela Naz Özdemir (2'01"16) Ecem Dönmez (2'01"70) Zehra Durup Bilgin (2'02"30)            | 8'05"87 | Q    |
| 4    | 1        | 6      | Slovenia   | Janja Šegel (1'57"87) Hana Sekuti (2'04"95) Tjaša Pintar (2'08"81) Katja Fain (2'11"19)                        | 8'22"82 | Q    |
| 5    | 1        | 7      | Austria    | Cornelia Pammer (2'04"93) Lena Opatril (2'05"94) Lena Kreundl (2'05"24) Iris Julia Berger (2'09"32)            | 8'25"43 | Q    |
| 6    | 1        | 3      | Slovacchia | Olivia Ana Šprláková-Zmorová (2'08"09) Tamara Potocká (2'02"78) Zora Ripková (2'06"51) Laura Benková (2'08"46) | 8'25"84 | Q    |
| 7    | 1        | 8      | Germania   | Leonie Kullmann (2'02"93) Celine Rieder (2'04"53) Nicole Maier (2'06"26) Maya Werner (2'13"89)                 | 8'27"61 | Q    |
| 8    | 1        | 5      | Armenia    | Diana Musayelyan (2'10"83) Ani Poghosyan (2'13"53) Varsenik Manucharyan (2'14"94) Yeva Karapetyan (2'22"88)    | 9'02"18 | Q    |
| DNS  | 1        | 0      | Serbia     | Non partite |         |      |

### Finale
| Pos.    | Corsia | Nazione    | Atleta | Tempo   | Note |
| ------- | ------ | ---------- | --- | ------- | ---- |
| Oro     | 5      | Israele    | Anastasia Gorbenko (1'56"74) Daria Golovaty (1'57"94) Ayla Spitz (1'59"07) Lea Polonsky (1'58"08)              | 7'51"83 |      |
| Argento | 4      | Ungheria   | Lilla Ábrahám (1'58"39) Ajna Késely (1'59"26) Dóra Molnár (1'59"40) Nikolett Pádár (1'55"87)                   | 7'52"92 |      |
| Bronzo  | 3      | Turchia    | Gizem Güvenç (1'59"26) Ela Naz Özdemir (2'00"48) Ecem Dönmez (2'00"99) Zehra Durup Bilgin (2'00"85)            | 8'01"58 |      |
| 4       | 1      | Germania   | Maya Werner (2'01"03) Leonie Kullmann (2'00"05) Nicole Maier (1'58"14) Celine Rieder (2'02"45)                 | 8'01"67 |      |
| 5       | 6      | Slovenia   | Janja Šegel (1'57"74) Katja Fain (2'01"35) Hana Sekuti (2'03"45) Tjaša Pintar (2'04"39)                        | 8'06"93 |      |
| 6       | 2      | Austria    | Iris Julia Berger (2'02"73) Cornelia Pammer (2'02"12) Lena Opatril (2'04"17) Lena Kreundl (2'03"11)            | 8'12"13 |      |
| 7       | 7      | Slovacchia | Laura Benková (2'06"04) Tamara Potocká (2'01"17) Zora Ripková (2'04"67) Olivia Ana Šprláková-Zmorová (2'08"15) | 8'20"03 |      |
| 8       | 8      | Armenia    | Ani Poghosyan (2'09"25) Diana Musayelyan (2'09"85) Varsenik Manucharyan (2'14"34) Yeva Karapetyan (2'20"19)    | 8'53"63 |      |